# Zwey Gebrüder
Das Segelschiff Zwey Gebrüder, eine hölzerne Schonerbrigg, wurde 1858 in Kiel für N. Meislahn in Fehmarn gebaut.

## Geschichte
Das mit 160 Registertonnen vermessene Schiff war zunächst in Fehmarn, später in Heiligenhafen registriert. Als Kapitäne sind H. W. von Rehn und N. Sass überliefert.
Das Schiff, das in der ostasiatischen Küstenschifffahrt eingesetzt war, lässt sich bis etwa 1870 im Schiffsregister nachweisen.
Es existiert ein Gemälde des Schiffes, das das Schiff im Orkan bei Pu Lo Sabata in Insulinde zeigt. Das Original befindet sich nach Quellenlage nach dem Erwerb durch F. Holm-Petersen im Søfartsmuseet (deutsch Seefahrtsmuseum) von Troense/Dänemark. Ein weiteres Exemplar ist im Stadtmuseum Warleberger Hof in Kiel vorhanden.